# Winchester College
Winchester College es una escuela privada masculina, situada en la ciudad inglesa de Winchester, antigua capital sajona de Inglaterra. Sus denominaciones oficiales son Collegium Sanctae Mariae prope Wintoniam, Collegium Beatae Mariae Wintoniensis prope Winton, o St Mary's College near Winchester. El colegio sigue en funcionamiento hoy en día tras más de seiscientos años de historia ininterrumpida, siendo el único colegio inglés con dicha característica; aunque colegios privados como King's School de Canterbury, o St Peter's School de York sean los que presenten la fecha de fundación más antigua. Además, Winchester College está considerado como el Public School (colegio privado elitista) más antiguo de Inglaterra por la Public Schools Act 1868. Según la Good Schools Guide, "se podría decir que Winchester College tiene la mejor tradición educativa de todas las escuelas de Inglaterra".

## Historia
Winchester College se fundó en 1382 por William de Wykeham, obispo de Winchester, y canciller de Eduardo III y Ricardo II. Los primeros setenta alumnos ingresaron en 1390, y provenían de familias pobres. El colegio se fundó al mismo tiempo que el New College de Oxford, y ambos fueron construidos por el maestro William Wynford, sirviendo de modelo para la fundación, cincuenta años más tarde, del Eton College (con tierra y alumnos procedentes del Winchester College) y el King's College de Cambridge. También siguieron este modelo el Westminster School, el Christ Church de Oxford, y el Trinity College de Cambridge, todos fundados en la época Tudor.
Además de los setenta alumnos de procedencia humilde y dieciséis Quiristers (coristas), ingresaron diez Noble Commoners, que se alojaban mediante pago en la casa del director (in Collegium), y otros Commoners que se alojaban en casas de la ciudad (extra Collegium). El número de estos últimos creció tanto durante el siglo XVIII que se tuvo que prohibir su estancia en las casas de la ciudad y alojar a todos los estudiantes dentro del colegio (Old Commoners). No obstante, en el siglo XIX y ante el creciente aumento de alumnos, se tuvo que demoler la residencia y construir nuevos espacios ('New Commoners'), donde pronto se extendió el tifus y la malaria debido a su construcción cerca de un riachuelo.
Cuatro nuevas residencias se planificaron a mitad del siglo XIX, de las que se construyeron tres que pasaron a denominarse, por su situación o función: College, Commoners, y Houses. El New Commoners fue convertido en aulas, y sus huéspedes fueron divididos en cuatro nuevas residencias dentro de los Commoners, llamadas Commoners Block. Entre finales del siglo XIX y principios del XX, una residencia más formó parte de los Commoners, y dos de los Houses. A día de hoy, diez residencias (entre Commoners y Houses) además del College albergan en edificios del siglo XIV a casi 700 alumnos.
En 2005 el Winchester College fue acusado, junto con otros Public Schools, de formar parte de un cártel descubierto por el diario The Times con el fin de aumentar y fijar precios comunes en sus tarifas. Los colegios fueron condenados a pagar una multa de 10 000 libras cada uno, además de crear un fondo común de tres millones de libras para cubrir los daños económicos causados a las familias de los alumnos afectadas por el cártel.
El actual director es el Doctor Ralph Townsend, que anteriormente lo había sido de la Sydney Grammar School (Australia) y de la Oundle School (Inglaterra).     